# Alan McGuckian
Alexander Aloysius McGuckian, detto Alan (Cloughmills, 26 febbraio 1953), è un vescovo cattolico britannico, dal 2 febbraio 2024 vescovo di Down e Connor.

## Biografia
Alexander Aloysius McGuckian è nato a Cloughmills, nella contea di Antrim e nella diocesi di Down e Connor, il 26 febbraio 1952. È il figlio più giovane di Brian McGuckian e Pauline (nata McKenna). Suo padre era un allevatore di maiali di successo e, con i suoi fratelli, ha sviluppato il più grande allevamento di maiali del mondo.
Due suoi fratelli maggiori, Bernard e Michael, sono sacerdoti gesuiti, mentre un altro fratello, John B., è uno degli uomini d'affari di maggior successo in Irlanda. Le sue due sorelle sono morte entrambe, Paula Haughey nel 2013 e Mary Dynan nel 2018.

### Formazione e ministero sacerdotale
È stato educato alla scuola di Cloughmills al St MacNissi's College di Garron Tower.
Nel 1971 si è iscritto alla Queen's University di Belfast e ha studiato filosofia. Durante gli studi ha conosciuto Donal McKeown, in seguito vescovo di Derry, con cui ha condiviso le radici del nord della contea di Antrim e la formazione al St MacNissi's College.
Dopo un anno, il 21 ottobre 1972, è entrato nel noviziato della Compagnia di Gesù a Dublino, continuando la sua formazione universitaria presso l'University College di Dublino. Ha concentrato i suoi studi sulle lingue spagnola e latina. Si è laureato nel 1977 e ha proseguito gli studi in filosofia presso il Jesuit Milltown Institute of Theology and Philosophy e in teologia presso la Toronto School of Theology, il Jesuit Regis College, dell'Università di Toronto, dove ha conseguito il Master of Divinity.
Il 2 giugno 1984 è stato ordinato presbitero. Terminati gli studi è stato prefetto e insegnante al Clongowes Wood College dal 1988 al 1989. Si è quindi recato nel sud dell'India per un periodo di sei mesi di rinnovamento spirituale e ha fatto un'esperienza di servizio in una baraccopoli a Quezon City nelle Filippine. Tornato in patria è stato direttore delle vocazioni dal 1991 al 1992 e direttore del Jesuit Communications Centre di Dublino dal 1992 al 1996. In quest'ultimo ruolo uno dei suoi notevoli successi è stato lo sviluppo del sito web www.sacredspace.ie, disponibile anche in italiano, che ha sfruttato la nuova tecnologia per offrire alle persone risorse informatiche per sviluppare una vita di preghiera. In seguito è stato superiore della comunità dei gesuiti di Leinster Road a Dublino dal 1996; editore della rivista di lingua irlandese An Timire dal 1999; superiore della comunità dei gesuiti di Belfast dal 2009. In questa città ha fornito un servizio di cappellania alla comunità di lingua irlandese. Ha prestato servizio per alcuni anni come cappellano all'Università dell'Ulster a Jordanstown e Belfast. Il 15 febbraio 1997 ha emesso la professione solenne.
Dal 2011 al 2017 ha lavorato a stretto contatto con la diocesi di Down e Connor nel progetto "Chiesa vivente". L'iniziativa ha preso avvio da un processo di ascolto in tutte le 87 parrocchie, che ha portato alla pubblicazione di un documento noto come Report Chiesa vivente nel 2012. A conclusione di questo rapporto, il vescovo Noël Treanor gli ha chiesto di creare e dirigere l'Ufficio della Chiesa vivente, il cui obiettivo è quello di concretizzare le speranze e le aspirazioni espresse prima di tutto nel rapporto e poi nel piano pastorale diocesano. Un obiettivo del piano era l'introduzione del diaconato permanente. L'ufficio mira a promuovere una cultura di corresponsabilità per la missione della Chiesa tra clero e laici.
È un predicatore dotato e noto ecumenista. Nel 2012 è stato coautore di un'opera teatrale "1912 - A Hundred Years On" con lo stimato storico presbiteriano irlandese Philip Orr, che ha esaminato l'esperienza dell'Ulster Covenant e il più ampio movimento Home Rule sia dalla prospettiva nazionalista che unionista. Il suo amore per le lingue è continuato per tutta la sua vita ed è un visitatore annuale del Donegal Gaeltacht. Ha anche conseguito un master in traduzione irlandese presso la Queen's University di Belfast.
Nel 2015 è diventato consultore della provincia irlandese della Compagnia di Gesù.

### Ministero episcopale
Il 9 giugno 2017 papa Francesco lo ha nominato vescovo di Raphoe. Ha ricevuto l'ordinazione episcopale il 6 agosto successivo nella cattedrale di Letterkenny dall'arcivescovo metropolita di Armagh Eamon Martin, co-consacranti il vescovo emerito di Raphoe Philip Boyce e il vescovo di Down e Connor Noël Treanor. Durante la stessa celebrazione ha preso possesso della diocesi. È il primo vescovo gesuita irlandese.
In seno alla Conferenza dei vescovi cattolici irlandesi è membro del comitato permanente, presidente del consiglio per la giustizia e la pace, membro del consiglio per il rinnovamento pastorale e lo sviluppo della fede adulta e rappresentante della stessa presso la Commissione internazionale sull'inglese nella liturgia dal 2018.
Il 2 febbraio 2024 papa Francesco lo ha trasferito alla diocesi di Down e Connor. Il 19 marzo successivo ha preso possesso della diocesi.

## Genealogia episcopale
La genealogia episcopale è:
- Cardinale Scipione Rebiba
- Cardinale Giulio Antonio Santori
- Cardinale Girolamo Bernerio, O.P.
- Arcivescovo Galeazzo Sanvitale
- Cardinale Ludovico Ludovisi
- Cardinale Luigi Caetani
- Cardinale Ulderico Carpegna
- Cardinale Paluzzo Paluzzi Altieri degli Albertoni
- Papa Benedetto XIII
- Papa Benedetto XIV
- Papa Clemente XIII
- Cardinale Giovanni Carlo Boschi
- Cardinale Bartolomeo Pacca
- Papa Gregorio XVI
- Cardinale Castruccio Castracane degli Antelminelli
- Cardinale Paul Cullen
- Arcivescovo Joseph Dixon
- Arcivescovo Daniel McGettigan
- Cardinale Michael Logue
- Cardinale Joseph MacRory
- Cardinale John Francis D'Alton
- Cardinale William John Conway
- Cardinale Cahal Brendan Daly
- Cardinale Seán Baptist Brady
- Arcivescovo Eamon Martin
- Vescovo Alexander Aloysius McGuckian, S.I.

## Araldica
| Stemma | Titolare                                              | Descrizione |
|        | Alexander Aloysius "Alan" McGuckian Vescovo di Raphoe | Partito: al primo d'ermellino, al capo partito, al I d'azzurro al sole d'oro di 16 raggi ondeggianti, al II d'oro alla croce patente scorciata di rosso; al secondo d'azzurro, allo scaglione d'argento, accompagnato in capo del sole d'oro di 32 raggi, caricato in punta dei chiodi delle passione di nero, posti in banda, in palo e in sbarra, e in cuore delle lettere IHS di rosso e ricaricato della croce patente dal piede aguzzo dello stesso e in punta della conchiglia d'oro. Ornamenti esteriori da vescovo. Motto: "Et velle et perficere". |